# Sabine Hamer
Sabine Hamer (* 13. Juli 1953 in Echte) ist eine deutsche Politikerin (SPD).

## Leben
Sabine Hamer studierte an der Christian-Albrechts-Universität zu Kiel und legte in Pinneberg das Realschulexamen ab. Sie absolvierte außerdem ein Fernstudium mit den Schwerpunkten Betriebswirtschaft und Volkswirtschaft. Im Jahr 1985 trat sie in die SPD ein. 1986 wurde sie in den Stadtrat von Barmstedt gewählt.
Im Jahr 1988 kandidierte sie im Landtagswahlkreis Pinneberg-Nord für den Landtag Schleswig-Holsteins und erhielt das Direktmandat. Wiedergewählt wurde sie 1992 und gehörte dem Landtag bis 1996 an. Sie war Mitglied des Umweltschutzausschusses und des Bildungsausschusses, außerdem in den Jahren 1992 bis 1996 des Richterwahlausschusses und des Wahlkreisausschusses. 1989 nahm sie an der 9. Bundesversammlung teil.
Nach ihrem Ausscheiden aus dem Landtag arbeitete sie an einer Realschule in Tornesch und wurde im Jahr 2002 Rektorin einer Realschule in Elmshorn.
Sabine Hamer gehört unter anderem der Gewerkschaft Erziehung und Wissenschaft, dem Bund für Umwelt und Naturschutz Deutschland, dem Naturschutzbund Deutschland und der Arbeiterwohlfahrt an.
Sie ist verheiratet und hat zwei Kinder.

## Auszeichnungen
- 1996: Bundesverdienstkreuz am Bande